# La Captive aux cheveux de feu
La Captive aux cheveux de feu (titre original : The Winds of Darkover) est un roman de science-fiction féministe du Cycle de Ténébreuse, écrit par Marion Zimmer Bradley et publié en 1970. Il s'agit du premier roman du cycle qui introduit une protagoniste féminine forte parmi les personnages principaux. Un des thèmes principaux du roman est le viol. 

## Descriptif
La Captive aux cheveux de feu (titre original : The Winds of Darkover) est un roman de science-fiction de l'écrivain américain Marion Zimmer Bradley, qui fait partie de sa série le Cycle de Ténébreuse. Le roman est d'abord publié en 1970 par Ace Books sous la forme d'un livre double relié en tête-bêche avec The Anything Tree de John Rackham, alias de John T. Phillifent (en),.
C'est le premier roman de Ténébreuse à inclure des références à la Matrice Sharra. En ce qui concerne la chronologie de Ténébreuse, Bradley indique dans une note sur la chronologie dans L'Épée enchantée que La Captive aux cheveux de feu se déroule environ quatre ans après les événements de L'Étoile du danger.
L'un des thèmes sous-jacents du roman est le viol. Bradley propose à son lectorat des expériences parallèles - le viol d'Allira Storn par le bandit Brynat, et le viol psychique de Dan Barron par Loran Storn. Allira et Dan sont tous deux vaincus par la force et leur corps est contraint de faire des choses qu'ils n'auraient pas faites par choix. Dans les deux cas, les auteurs du crime justifient leurs actions par le besoin - Brynat a besoin d'épouser Allira pour légitimer le sac de Storn, et Loran Storn a besoin de protéger le château de Storn. Le lectorat est laissé libre de réfléchir aux conséquences.
C'est aussi le premier roman à inclure une protagoniste féminine forte, bien qu'elle n'ose pas encore en faire le personnage central et qu'elle lui adjoigne un protagoniste masculin.

## Résumé
Ténébreuse, qui tourne sous un soleil rouge, est un mystère pour les Terriens. les histoires les plus inquiétantes à son propos se situe dans ses très hautes montagnes qui sont l'habitat de races et de forces étranges.
Dan Barron, membre de la Force spatiale terrienne se rend dans les régions montagneuses inexplorées des montagnes de Ténébreuse, connues sous le nom de Hellers après avoir entendu des voix mystérieuses. 